# Margaret A. Wilcox

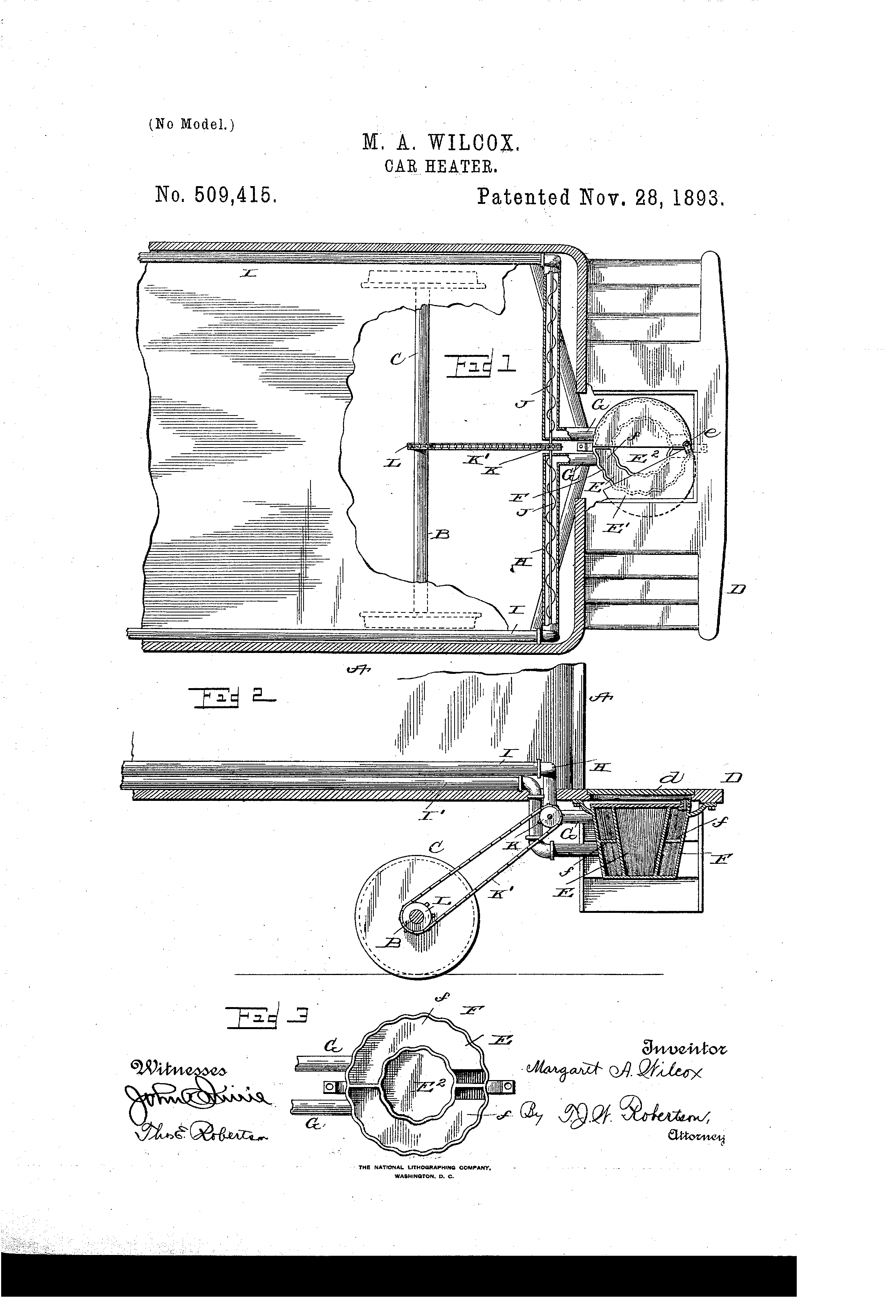
Wilcox' US-Patent für eine Zugheizung, 1893.

Margaret A. Wilcox (* 1838 in Chicago; † 30. März 1912) war eine US-amerikanische Maschinenbauingenieurin und Erfinderin. Sie entwickelte eine Heizung für Eisenbahnwagen, die als Vorläufer der modernen Heizungssysteme in heutigen Fahrzeugen gilt. Sie trug auch zur Entwicklung der Haushaltsgerätetechnik bei.

## Erfindungen
Wilcox erfand 1889 eine Kombination aus Waschmaschine und Geschirrspüler, die sie zum Patent anmeldete.
1892 entwickelte Wilcox eine Eisenbahnwagenheizung, die 1893 patentiert wurde. Die patentierte Heizvorrichtung nutzte die von den Verbrennungsmotoren des Fahrzeugs erzeugte Wärme, um warme Luft in den Fahrgastraum zu leiten. Ursprünglich hatte sie das System für Eisenbahnwagen entwickelt. Später wurde ihre Erfindung für das moderne Automobil verwendet. Ihre Erfindung wies ursprünglich keine Temperaturregelung auf, was zu hohen Temperaturen im Fahrgastraum führte. Im Laufe der Jahre nahm sie verschiedene Verbesserungen an der Heizvorrichtung vor, darunter eine Temperaturregulierung. Bei ihrer Einführung waren die Autos offen und eine Heizung daher nicht sehr wirksam. Erst als Ford 1929 Wilcox' Idee umsetzte, erreichten die Innenräume im Auto eine spürbar warme Temperatur. Wilcox' Heizungstechnologie war der Vorläufer der modernen Heizungssysteme in heutigen Fahrzeugen.
In den Jahren 1902 bis 1907 entwickelte Wilcox mehrere Haushaltsgeräte, die sie zum Patent anmeldete, darunter eine Kombination an Backofen und Warmwasserheizung, die durch effiziente Nutzung der Abwärme des Ofens Brennstoff spart.

## Anerkennung
Im Jahr 2020 zählte Inventor's Digest Wilcox' Patent für die Autoheizung zu den zehn besten Patenten von Frauen.